# Entente sportive du Cannet Rocheville (football)
Cet article concerne le club de football. Pour le club de volley-ball féminin, voir Entente sportive Le Cannet-Rocheville.
Maillots
Actualités
L'Entente sportive du Cannet Rocheville Football, abrégée en ES Cannet-Rocheville, est un club français de football situé au Cannet et évoluant en National 3 lors de la saison 2024-2025.

## Historique
Le club de l'Entente Sportive du Cannet Rocheville est créé en mai 1968 par fusion entre le Sporting Club du Cannet et l'Association Sportive Rochevilloise.
Le club compte sept saisons en National 3 (anciennement CFA2).
À l'issue de la saison 2007-2008, l'ES Le Cannet-Rocheville, qui évolue alors en DH, remporte les barrages d'accessions en CFA2, battant l'équipe de DH Languedoc-Roussillon de l'AS Lattes au premier tour avant de s'imposer face au club de CFA2 du Football Club chalonnais ; le club réalise ainsi trois promotions successives. La saison de CFA2 2008-2009 se conclut sur une 15e place synonyme de descente.
En 2015, le club est champion de Division d'Honneur Méditerranée et accède en CFA2. L'année suivante, l'ES Le Cannet-Rocheville signe un partenariat avec l'AS Saint-Étienne.
Lors de la saison 2021-2022, l'ES Cannet-Rocheville, alors en National 3, atteint pour la première fois de son histoire le huitième tour de la Coupe de France, et s'impose face au club de National du FC Bastia-Borgo. En trente-deuxièmes de finale, le club reçoit l'Olympique de Marseille. Le match est finalement inversé faute de stade aux normes, et se déroule au stade Vélodrome ; les joueurs du Cannet sont défaits sur le score de 4 buts à 1 malgré avoir ouvert le score par Mike Coré à la 17e minute, et après une expulsion  du défenseur Iheb Lahouel à la 40e minute.
Le samedi 18 mars, le nouveau complexe Maurice Jeanpierre est inauguré avec un peu plus de 3000 personnes au rendez-vous en présence d'ancienne et actuelle gloire du football comme Luis Fernandez, Guy Stephan, Christian Lopez, Bruno Bellone.
Ce jour-là se fait un match de légendes pour l'inauguration les anciens aiglons contre les anciens du Cannet Rocheville, défaite 1-0.
De ce fait le terrain honneur avec la pelouse dernière génération anciennement MJP 1 se nomme Terrain Christian Lopez, le terrain à 9 anciennement MJP 2 se nomme Terrain Bruno Bellone et la tribune refait neuf porte le nom de l'ancien président du club Charles Andreani,.
En 2022-2023, après un début de saison très compliqué (avec notamment une défaite 7-0 contre la réserve de l'Olympique de Marseille), les joueurs du Cannet-Rocheville parviennent à se maintenir avec une victoire (3-2) à domicile face au FC Istres concurrent au maintien, ce match sera encore plus marqué puisque Mattéo Grizzetti sera l'auteur d'un triplé (2', 56' et 73').

### Équipe féminine
L'équipe féminine évolue de 2007 à 2009 en troisième division.
Le club est éliminé au premier tour fédéral du Challenge de France féminin 2007-2008 et du Challenge de France féminin 2010-2011.

## Palmarès
| Compétitions régionales                             |
| --------------------------------------------------- |
| - Division d'Honneur Méditerranée - Champion : 2015 |

## Personnalités
Joueurs
- Bruno Bellone (en jeunes)[12]
- André Guesdon (1982-1983)
- Christian Lopez (1968-1969)
- Hamed Namouchi (2016-2017)
- Moussa Sao (2010-2011)

Joueuses
- Islem Ben Chaabane (2008-2009)
- Aurore Pegaz (2007-2010)

Entraîneurs
- Christian Lopez (2004-2006 et 2010-2015)
- Sébastien Desabre (2006-2010)
- Marc Bourrier (1971-1972)[13]
- André Guesdon (1982-1983)